# مرسوم الرئيس سوكارنو 1959

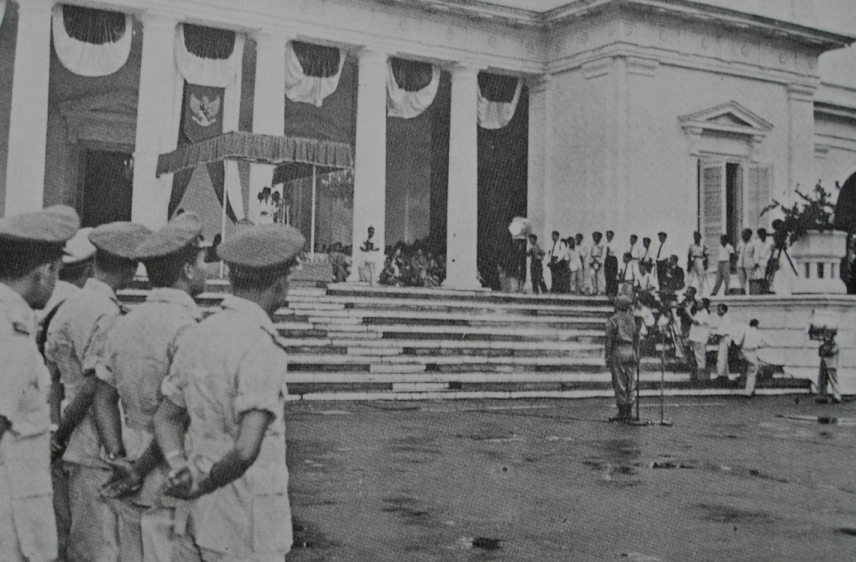
الرئيس سوكارنو مُختفياً جزئياً، في أعلى درجات السلم يقرأ المرسوم

مرسوم الرئيس سوكارنو 1959 (بالإندونيسية: Dekret Presiden 5 Juli 1959) هو مرسوم صدر عن الرئيس سوكارنو في مواجهة عدم قدرة الجمعية الدستورية في إندونيسيا على تحقيق أغلبية الثلثين لإعادة فرض دستور عام 1945. كان رئيس أركان الجيش عبد الحارس نصوت هو الذي خلص إلى أن هذا سيكون السبيل الوحيد لإعادة إدخال دستور يمهد الطريق للجيش للعب دور أكبر في إدارة الدولة، مما يبشر بالفترة المعروفة باسم «الديمقراطية الموجهة في إندونيسيا» في الفترة من 1959 إلى 1966.

## المرسوم
ينص المرسوم الذي قرأه سوكارنو في قصر مرديكا على ما يلي:
| مرسوم الرئيس سوكارنو 1959 | مرسوم رئيس جمهورية إندونيسيا والقائد المشارك للقوات المسلحة الوطنية بشأن إعادة العمل الرسمي بدستور دولة عام 1945 لجمهورية إندونيسيا برحمة الله عز وجل نحن رئيس جمهورية إندونيسيا قائد في القوات المسلحة الوطنية نعلن بهذا الاحترام: أن اقتراح الرئيس والحكومة بالعودة إلى دستور عام 1945 على النحو الذي أُبلغ به الشعب الإندونيسي بكامله بتفويض من الرئيس بتاريخ 22 أبريل 1959 لم يؤد إلى قرار من الجمعية الدستورية على النحو المنصوص عليه في الدستور المؤقت، وأنه مع إعلان أغلبية أعضاء الدورة عن وضع دستور لم يعد يحضر الجلسات ، لم يعد من الممكن للجمعية الدستورية إكمال المهمة الموكلة إليها من قبل الشعب، وقد أدى هذا إلى وضع يعرض للخطر وحدة وأمن الأمة والأرض والشعب، ويعرقل التنمية الشاملة نحو مجتمع عادل ومزدهر، وأنه بدعم من غالبية الشعب الإندونيسي وبدافع من اليقين، نضطر إلى اتباع الطريق الوحيد لإنقاذ الأمة المعلنة: أننا على يقين من أن ميثاق جاكرتا بتاريخ 22 يوليو 1945 ألهم دستور عام 1945 وهو جزء من سلسلة الوحدة مع الدستور المذكور. لذلك، بناءً على ما سبق: نحن رئيس جمهورية إندونيسيا قائد في القوات المسلحة الوطنية: نقرر بذلك حل الجمعية التأسيسية، نقرر أن دستور عام 1945 ساري المفعول مرة أخرى لجميع الشعب الإندونيسي والأمة الإندونيسية بأسرها، اعتبارًا من تاريخ سن هذا المرسوم وأن الدستور المؤقت لم يعد ساري المفعول داخل الجمهورية، نقرر الأمر بإنشاء مجلس استشاري شعبي مؤقت، يتألف من أعضاء مجلس النواب مع مندوبي المناطق والمجموعات، مع إنشاء مجلس استشاري أعلى مؤقت يتم تنظيمه بأسرع ما يمكن، تمشياً مع أحكام الدستور الآنف الذكر. قررت في جاكرتا في 5 يوليو 1959 باسم شعب إندونيسيا: رئيس جمهورية إندونيسيا القائد العام للقوات المسلحة الوطنية الرئيس سوكارنو | مرسوم الرئيس سوكارنو 1959 |